# Кети Наџими
Кети Ен Наџими (енгл. Kathy Ann Najimy; Сан Дијего, 6. фебруар 1957) америчка је глумица, комичарка, књижевница и активисткиња. Позната је по својим улогама у филмовима: Сапуница (1991), Сестре у акцији (1992), Хокус-покус (1993), Увек постоји нада (1998), Непланирано венчање (2001) и Трка пацова (2001). Такође је позната по улози Пеги Хил у анимираној телевизијској серији Краљ брда (1997—2010).
Позајмила је глас у Дизнијевом и Пиксаровом филму Воли (2008), који је освојио Оскара, док је такође глумила у филмовима: Ухвати ритам  (2010), Покајничко путовање (2012), Мадеин Божић (2013), Божићна песма (2015), Кнедлица (2018), Музика (2021) и Божићна пратња (2021).
Прво је била позната по својој феминистичкој представи Шоу Кети и Мо, коју је написала и извела са Мо Гафни.

## Детињство и младост
Рођена је 6. фебруара 1957. године у Сан Дијегу, у Калифорнији. Ћерка је родитеља либанског порекла: Самије (девојачко Масери; 1928—2015) и Фреда Наџимија, поштара. Њена мајка је 1946. године емигрирала из Либана у САД. Одгајана је као маронит, а похађала је Средњу школу Крофорд. Отац јој је преминуо када је имала 14 година. Године 1995. дипломирала је на Државном универзитету у Сан Дијегу.

## Приватни живот
Године 1998. удала се за глумца и певача, Дена Финертија, члана групе The Dan Band. Глорија Стајнем је предводила церемонију. Имају једно дете, музичарку Самију.

## Филмографија
| Година | Српски наслов          | Изворни наслов | Улога                  | Напомене                     |
| ------ | ---------------------- | -------------- | ---------------------- | ---------------------------- |
| 1991.  | На тежи начин          |                | девојка                |                              |
| 1991.  | Сапуница               |                | Тони Милер             |                              |
| 1991.  | Краљ рибара            |                | муштерија              |                              |
| 1992.  |                        |                | Марџ                   |                              |
| 1992.  | То је мој живот        |                | Анџела                 | потписана као Кети Ен Наџими |
| 1992.  | Сестре у акцији        |                | Мери Патрик            |                              |
| 1993.  | Хокус-покус            |                | Мери Сандерсон         |                              |
| 1993.  | Сестре у акцији 2      |                | Мери Патрик            |                              |
| 1994.  |                        |                | Типи                   |                              |
| 1995.  |                        |                | Аколит                 |                              |
| 1997.  | Мачке не плешу         |                | Тили Хипо (глас)       |                              |
| 1997.  |                        | Рут            |                        |                              |
| 1998.  | Увек постоји нада      |                | Тони Пост              |                              |
| 1998.  |                        | Ајви Симпсон   |                        |                              |
| 1998.  | Чакијева невеста       |                | Таби                   |                              |
| 1998.  |                        | Чил (глас)     |                        |                              |
| 2000.  |                        |                | Пенелопи               |                              |
| 2001.  | Непланирано венчање    |                | Џери                   |                              |
| 2001.  | Трка пацова            |                | Бев Пир                |                              |
| 2005.  |                        |                | Легба                  |                              |
| 2006.  |                        |                | Меги Батлер            | такође продуценткиња         |
| 2006.  | Брат меда 2            |                | тетка Такик (глас)     |                              |
| 2008.  | Воли                   |                | Мери (глас)            |                              |
| 2008.  | Звончица               |                | министарка лета (глас) |                              |
| 2010.  | Ухвати ритам           |                | госпођа Александер     |                              |
| 2012.  |                        |                | Роуз                   |                              |
| 2012.  | Звончица и тајна крила |                | министарка лета (глас) |                              |
| 2012.  |                        | Сидова мајка   |                        |                              |
| 2012.  | Покајничко путовање    |                | Гејл                   |                              |
| 2013.  | Мадеин Божић           |                | Ким Вилијамс           |                              |
| 2016.  |                        |                | др Ненси Харис         |                              |
| 2017.  |                        |                | Рути                   |                              |
| 2017.  |                        | Лиса           |                        |                              |
| 2018.  | Кнедлица               |                | госшођа Мичелчак       |                              |
| 2021.  | Музика                 |                | Евелинина мајка        |                              |
| 2021.  | Божићна пратња         |                | Керол                  |                              |
| 2022.  | Хокус-покус 2          |                | Мери Сандерсон         |                              |